# Бжег Долни
Бжег Долни (на полски: Brzeg Dolny; на немски: Dyhernfurth, Дюрнфурт) е град в Югозападна Полша, Долносилезко войводство, Воловски окръг. Административен център е на градско-селската Бжегска община. Заема площ от 17,20 км2.

## География
Градът е разположен край десния бряг на река Одра, на 9 км югоизточно от окръжния център Волов, на 37,2 км северозападно от войводския център Вроцлав, на 23,8 км североизточно от Шрода Шльонска и на 29,8 км западно от Тшебница.

## Население
Според данни от полската Централна статистическа служба, към 31 декември 2014 г. населението на града възлиза на 12 458 души. Гъстотата е 724 души/км2.